# Het lelijke eendje (lied)
Het lelijke eendje is een reclameliedje geschreven door Annie M.G. Schmidt uit 1959. Het liedje werd destijds geschreven ter promotie van de 2CV van Citroën. In 2009 werd het liedje gekozen tot beste reclameliedje van Nederland als resultaat van een verkiezing gehouden door de stichting ReclameArsenaal.

## Geschiedenis
Het lied werd uitgegeven op een 33 toeren grammofoonplaatje en kostte 36 cent bij de Citroëndealer. Als men al een 2CV had gekocht, hoefde men enkel het chassisnummer af te geven en werd het plaatje kosteloos toegestuurd. De tekst is gebaseerd op een melodie van de Franse zanger Charles Trenet. Het lied was ingezongen door Heleen van Meurs en Ronnie Potsdammer, de muziek was van Paul Christiaan van Westering, vooral bekend als kerkorganist. De productie van het kartonnenplaatje, met een plastic boven laagje als geluidsdrager, was in handen van Bovema uit Heemstede.
Het lied gaat over een gezinnetje (vader, moeder en kind) en de onvoorwaardelijke liefde voor hun lelijke eendje. Opvallend is dat in de tekst zelf van het lied nergens rechtstreeks wordt verwezen naar de 2CV.